# Louis C.K.
Louis C.K. (Washington D.C., 12 september 1967), echte naam Louis Székely, is een Amerikaans stand-upcomedian en acteur. De artiestennaam "C.K." ([ˈseːkɛj]) is een fonetische vereenvoudiging van zijn Hongaarse achternaam.

## Biografie
Louis Székely werd geboren in een multi-etnisch gezin, hij heeft Hongaars-Joodse, Mexicaans-Indiaanse, Spaanse en Ierse voorouders. Hij groeide op in Mexico-Stad en in Boston.
C.K. begon zijn carrière als scenarist en regisseur van komische films, waarin hij veelal samenwerkte met Chris Rock. Later ontwikkelde hij zich tot een succesvol stand-upcomedian, hij speelde in grote zalen, trad op in verscheidene televisieprogramma's en bracht meerdere shows uit op cd en dvd.

### Acteerwerk
Als acteur speelde C.K. de hoofdrol in de door hemzelf bedachte sitcom Lucky Louie in 2006 en de komische televisieserie/sketchshow Louie sinds 2010, ook had hij een rol in de sitcom Parks and Recreation. Daarnaast speelt hij bijrollen in films, eerst vooral in komische films zoals Role Models en The Invention of Lying, maar in 2013 ook in de veelgeprezen en voor Oscars genomineerde films Blue Jasmine en American Hustle.

### Beschuldigingen van seksuele intimidatie
Begin november 2017 werd wijd bekend, in de ophef rond #metoo, dat vijf vrouwen C.K. beschuldigden van seksueel grensoverschrijdend gedrag van exhibitionistische aard, toen zij beginnende komieken waren. Dit leidde tot diverse afzeggingen van lopende producties. Zo werd de film I Love You, Daddy, die vrijwel af was en waarin C.K. een hoofdrol speelde, om deze beschuldigingen niet in roulatie genomen, en haalde HBO de komedieserie Lucky Louie van hun streamingdienst af. C.K. maakte niet veel later bekend dat de beschuldigingen van de vrouwen klopten, en dat hij nu inziet dat het, ook al vroeg hij toestemming, niet gepast was omdat de vrouwen tegen hem opkeken.

### Privé
Louis C.K. was van 1995 tot 2008 getrouwd met Alix Baily met wie hij twee kinderen heeft. Daarna had hij vanaf november 2018 een relatie met Blanche Gardin, maar ze gingen uit elkaar in 2019.

## Prijzen
In 2011 won C.K. diverse prijzen. Bij de 16e Satellite Awards won hij de prijs voor Beste acteur in een komische of muzikale serie voor zijn rol als Louie in de gelijknamige serie. Bij de Critics' Choice Television Awards van 2011 en de 63e Primetime Emmy Awards werd hij genomineerd voor Mannelijke hoofdrol in een komische serie, maar won hij de prijs niet. Voor zijn standupshow Hilarious won hij de speciale standup-prijs van de eerste editie van The Comedy Awards, ook in 2011. In februari 2012 ontving hij voor de cd-versie van Hilarious een Grammy Award in de categorie Beste comedyalbum.

## Shows
- Live In Houston (2001)
- One Night Stand (2005)
- Shameless (2007)
- Chewed Up (2008)
- Hilarious (2011)
- Live at Carnegie Hall (2012)
- Oh my God (2013)
- Live at the Comedy Store (2015)
- 2017 (2017)
- Sincerely Louis C.K. (2020)
- Sorry (2021)